# Risk to Exist
Risk to Exist — шестой студийный альбом британской рок-группы Maxïmo Park. Он был выпущен 21 апреля 2017 года на их собственном лейбле Daylighting, а также на Cooking Vinyl. Лид-сингл альбома был впервые показан в шоу Стива Ламака на BBC 6 Music 19 января 2017 года.
Альбом получил положительные отзывы музыкальной критики и интернет-изданий.

## История
14 октября 2016 года гитарист Дункан Ллойд объявил, что запись шестого альбома группы почти завершена. Работа над альбомом проходила в основном в Великобритании, а запись проходила в студии Wilco The Loft в Чикаго в течение осени 2016 года. Альбом был спродюсирован Томом Шиком, чьи предыдущие работы включают Wilco, Beck и White Denim, и был записан полностью вживую. Мими Паркер из американской группы Low исполнила бэк-вокал в нескольких треках альбома.
bundles

## Политическое содержание
В пресс-релизе, посвящённом анонсу альбома, его лирическое содержание описывалось как «продиктованное ужасным положением дел в мире в 2016 году и разрушающимися политическими системами», и это смещение лирического фокуса вокалист Пол Смит стремился оправдать. К некоторым наборам-бандлам с релизом прилагался зийн (мини-журнал) под названием Inspiration Information, который явно указывал на политический характер текстов альбома, в которых много ссылок и комментариев на программу жёсткой экономии правительства Соединённого Королевства, её отношение к британской классовой системе и ответную реакцию на продолжающийся европейский миграционный кризис, который критики, включая Смита, считали дегуманизирующим.

## Отзывы
| Совокупная оценка    | Совокупная оценка |
| Источник             | Оценка            |
| -------------------- | ----------------- |
| AnyDecentMusic?      | 6.5/10            |
| Metacritic           | 67/100            |
| Оценки критиков      |                   |
| Источник             | Оценка            |
| AllMusic             | [ 7 ]             |
| Clash                | 8/10              |
| Drowned in Sound     | 8/10              |
| The Line of Best Fit | 7/10              |
| NME                  | [ 11 ]            |
| PopMatters           | [ 12 ]            |

Альбом получил положительные отзывы музыкальной критики и интернет-изданий. На Metacritic, сайте-агрегаторе рецензий, который собирает рецензии из основных изданий и выставляет средневзвешенный балл из 100, альбом получил 67 баллов на основе нескольких рецензий критиков. Эта оценка означает «в целом положительное мнение».

## Список композиций
| №                   | Название                                 | Длительность |
| ------------------- | ---------------------------------------- | ------------ |
| 1.                  | «What Did We Do to You to Deserve This?» | 3:24         |
| 2.                  | «Get High (No, I Don't)»                 | 3:30         |
| 3.                  | «What Equals Love?»                      | 3:45         |
| 4.                  | «Risk to Exist»                          | 3:39         |
| 5.                  | «I'll Be Around»                         | 3:43         |
| 6.                  | «Work and Then Wait»                     | 3:02         |
| 7.                  | «The Hero»                               | 3:43         |
| 8.                  | «The Reason I Am Here»                   | 3:40         |
| 9.                  | «Make What You Can»                      | 3:49         |
| 10.                 | «Respond to the Feeling»                 | 3:06         |
| 11.                 | «Alchemy»                                | 4:03         |
| Общая длительность: | Общая длительность:                      | 39:24        |

| №  | Название                                | Длительность |
| -- | --------------------------------------- | ------------ |
| 1. | «Sharp Tongue»                          | 4:44         |
| 2. | «A Brief Dream»                         | 3:01         |
| 3. | «All Been Done Before»                  | 3:09         |
| 4. | «Work and then Wait (Acoustic Version)» | 2:57         |
| 5. | «Risk to Exist (Acoustic Version)»      | 3:40         |
| 6. | «Get High (Acoustic Version)»           | 3:39         |
| 7. | «I'll Be Around (Piano Version)»        |              |

## Чарты
| Чарт (2017)                                  | Высшая позиция |
| -------------------------------------------- | -------------- |
| Германия (Offizielle Top 100)                | 58             |
| Шотландия (Scottish Albums Chart)            | 12             |
| Великобритания (UK Albums Chart)             | 11             |
| Великобритания (UK Independent Albums Chart) | 4              |